# Gaetan Minette de Tilesse
Gaetan Minette de Tilesse conhecido como Pe. Caetano (Nederokkerzeel, 7 de junho de 1925 - Fortaleza, 1 de janeiro de 2010) foi sacerdotetrapista, escritor, exegeta belga, que imigrou para o Brasil em 1968. Foi o fundador do Instituto Religioso Nova Jerusalém em Fortaleza, além de idealizador e construtor do bairro e da paróquia de Cristo Redentor na mesma cidade.

## História
Foi um combatente da Segunda Guerra Mundial. Ingressou no monastério Abbaye Notre-Dame d'Orval da ordem religiosa Cisterciense Trapista, em 11 de fevereiro de 1946, ali permanecendo até março de 1968 em completo silêncio e contemplação. Em março do mesmo ano chegou na cidade de Salvado na Bahia prestando serviços religiosos no Mosteiro de São Bento.
No final de 1968, foi para a cidade de Fortaleza se estabelecendo na região do Pirambu aonde exereu o sacerdócio até o final da vida.

## Trabalhos publicados
- (Tu — Vós) no livro do Deuteronômio;
- O Segredo Messiânico em São Marcos;
- A Teologia da Libertação à Luz da Renovação Carismática; Eclesiologia (1 e II);
- A Doutrina Social da Igreja, documentos;
- Um Novo Seminário de Oração — Os doze graus da oração de Jesus (Padres do Deserto).

## Homenagens
Foi homenageado pela Assembleia Legislativa do Estado de Ceará como cidadão cearense.